# Hexatoma alboguttata
Hexatoma alboguttata là một loài ruồi trong họ Limoniidae. Chúng phân bố ở miền Cổ bắc.